# Маслобойщиков Сергій Володимирович
Сергі́й Володи́мирович Маслобо́йщиков (нар. 18 серпня 1957, Київ) — український графік, сценограф, актор, кіно- та театральний режисер. Заслужений діяч мистецтв України (2019). Лауреат Шевченківської премії (2021).
Працював художником у театрах Києва й інших міст, автор багатьох театральних та оперних вистав в театрах України та Угорщини. У 1970-их брав участь у кількох телефільмах як актор. Як режисер створив низьку документальних та ігрових фільмів. Член Національної спілки кінематографістів України, Національної спілки театральних діячів України, Національної спілки художників України.
Лауреат Національної премії України імені Тараса Шевченка 2021 року за виставу «Verba» за мотивами драми-феєрії Лесі Українки «Лісова пісня».

## Життєпис
Уродженець Києва. Закінчив Київський художній інститут (1981, майстерня Тимофія Лящука) та Вищі курси сценаристів та режисерів (1989, майстерня Романа Балаяна) в Москві. У 1986-87 роках навчався у Київському державному інституті театрального мистецтва ім. І. Карпенка-Карого (викладач Віктор Кісін).
Почав професійну кар'єру в Києві. У 1981–83 роках був художник-постановник Київського Театру естради. У 1984–87 роках був головним художником Київського Молодого театру. З 1990 року працює реж.-постановником на Київській кіностудії Довженка. З 2016 року став викладачем кафедри сценографії Національної академії образотворчого мистецтва та архітектури.
Починаючи з 90-их зняв низку художніх та документальних фільмів, що мали успішну фестивальну історію.

## Фільмографія

### Режисер[8][9]
Кліпи
- MaHA Rocks — «I Am a Ukrainian» (2015)[6]

Телебачення
- «Монологи» (серія телепрограм, 1997—1998, 1+1)[10]

Неігрові, короткометражні художні
- «Сільський лікар» (1988, короткометражний худ.)
- «Інший» (1989, короткометражний худ.)
- «Світ Сашка Шумовича» (1997, док. фільм,)[10]
- «Від Булгакова» (1999, «студія „Контакт“» док. фільм, 29 хв., 37 хв. у версії з коментарями автора)[11]
- «Lider» твя «Данило Лідер» (2000, док. фільм, 30 хв.)
- «Дві сім'ї» (2000, док. фільм, 30 хв.)[12]
- «Галшчин дім» (2002, «Inspiration Fims», док. фільм, 30 хв.)[13][14]
- «Люди Майдану/People from Maydan. NEVSEREMOS!» (2005, док. фільм)
- «Чорта з два» (2009, телефільм худ.)[a][15][16]
- «Український аргумент» (2014, док.фільм)[17]
- «Свій голос» (2016. док. фільм)[10]

Повнометражні художні
- «Співачка Жозефіна й Мишачий Народ» (1994)
- «Шум вітру» (2002)

### Актор
- 1971 — «Жодного дня без пригод» (т/ф)
- 1972 — «Віра, Надія, Любов» (т/ф) — «Гнідий»
- 1973 — «Доміно» (т/ф)
- 1974 — «Земні та небесні пригоди» (т/ф)
- 1974 — «Друге дихання» (т/ф)
- 1976 — «Острів юності» (т/ф)

## Роботи у театрі

### Режисер
Київський академічний Молодий театр
- «Дон Жуан» за однойменною п'єсою Мольєра
- «Гедда Ґаблер» за однойменною п'єсою Генріка Ібсена

Національний академічний драматичний театр імені Івана Франка
- 2010, 20 червня — «Буря» за однойменною п'єсою Вільяма Шекспіра
- 2019, 27 березня — «Verba» за драмою-феєрією «Лісова пісня» Лесі Українки[18][19]

### Сценограф
Національний академічний театр опери та балету України імені Тараса Шевченка
- балет «За двома зайцями» за п'єсою Михайла Старицького

## Відзнаки
- Нагороджений Золотою медаллю Національної академії мистецтв України в галузі театру (1998)[10]
- Лауреат премії В.Клеха (2000)[10]
- Лауреат премії Ф.Нірода (2015)[10]
- Лауреат Мистецької премії «Київ» ім. Івана Миколайчука за документальний фільм «Свій голос» (2017)[20].
- Лауреат театральної премії «Київська пектораль» у 1997, 2001, та 2011 роках за вистави «Дон Жуан» Мольєра та «Гедда Ґаблер» Генріка Ібсена у Молодому театрі, та виставу «Буря» Вільяма Шекспіра — в Національному драматичному театрі ім. І. Франка.[10] Лауреат театральної премії «Київська пектораль» у 2018 році за кращу сценографію балету «За двома зайцями» Михайла Старицького в Національному театрі опери і балету ім. Т. Шевченка.[21]

## Громадська позиція
У 2012 році Сергій Маслобойщиков відмовився брати участь у російсько-білорусько-українському фільмі Вилікувати страх «з ідеологічних міркувань», зазначивши що «надцікава, драматична доля великого хірурга В. Ф. Войно-Ясенецького — Архієпископа Луки — не заслуговує того, щоб до неї підходили зі спрощеними й заздалегідь заготовленими кліше. Вона вимагає відповідального і глибокого осмислення».
У 2018 підтримав звернення Європейської кіноакадемії на захист ув'язненого у Росії українського режисера Олега Сенцова.

## Зауваги
1. ↑  Ім'я режисера відсутнє в титрах фільму за бажанням самого режисера, детальніше див. репортаж УНІАН про прем'єру У неділю відбудеться прем'єра фільму «Чорта з два»